# Athlon 64
L'Athlon 64 (nomi in codice "ClawHammer", "Newcastle", "Winchester", "Venice", "San Diego", "Orleans" e "Lima"), prodotto da AMD, è stato il primo processore desktop con supporto 64 bit della famiglia x86 (altri processori a 64 bit sono apparsi sul mercato in precedenza, da parte di Sun, Digital, Mips, IBM, anche se per lo più riservati al mercato workstation) ed è stato presentato al pubblico il 18 maggio 2003.
È stato il primo processore della serie K8 per computer desktop e portatili.

## Caratteristiche
Questo processore appartiene ad una famiglia di cui sono stati prodotti tre varianti: l'Athlon 64, l'Athlon 64 X2 (nomi in codice "Manchester", "Toledo", "Windsor" e "Brisbane") e l'Athlon 64 FX. Tutte e tre le varianti, grazie alla tecnologia AMD64, implementano il supporto 64, 32 e 16 bit.
Importante nuova implementazione dell'Athlon 64 è il controller della memoria (chiamato generalmente col suo nome inglese, memory controller) integrato. Questo componente, di solito presente nel Northbridge, serve a mettere in comunicazione la CPU con la memoria. L'implementazione nel die del processore di questo componente fa sì che i segnali non debbano più percorrere l'FSB per arrivare al Northbridge e poi da lì andare alle memorie e viceversa, ma fa in modo che vi sia un dialogo diretto con la memoria. Inoltre, in questo modo, il memory controller funziona alla stessa frequenza (clock) del processore guadagnando così in termini di prestazioni. Questa implementazione, in sostanza, abbassa di molto la latenza (tempo di risposta) delle memorie guadagnando molto in termini di prestazioni.
Un'altra importante tecnologia implementata nell'Athlon 64 è quella denominata Cool'n'Quiet, derivata dal precedente PowerNow! per CPU mobile e simile allo SpeedStep delle CPU mobile di Intel. Grazie a questa quando il processore non usa la sua massima potenza perché sta eseguendo solo pochi programmi in secondo piano, la frequenza e la tensione di alimentazione del processore stesso vengono abbassati. Questo fa sì che si riduca la quantità di corrente utilizzata ed il calore prodotto, passando da un TDP (Thermal dissipation envelope) dichiarato da AMD di 89 watt ad uno di appena 32 o 22 Watt (diminuendo la frequenza rispettivamente di 800 e 1000 MHz).
Di nuova introduzione sono i core Orleans e Lima, entrambi su socket AM2, nei quali sono state apportati miglioramenti riguardo al controller della RAM (adesso di tipo DDR2), e un miglior modulo di risparmio energetico.
Le CPU Athlon 64 sono state prodotte con processo produttivo a 130 e 90 nanometri.

## Versioni
Tutti i processori montati su Socket 754 hanno il controller della memoria che supporta le DDR singolo canale (non in dual-channel).

## Athlon 64

### Clawhammer (130 nm SOI)
- CPU-Stepping: C0, CG
- L1-Cache: 64 + 64 K (Dati + Istruzioni)
- L2-Cache: 1024 K, a piena velocità
- MMX, Extended 3DNow!, SSE, SSE2, AMD64, Cool'n'Quiet, NX-bit (solo CG)
- Socket 754, 800 MHz HyperTransport (HT800)
- Socket 939, 1000 MHz HyperTransport (HT1000)
- VCore: 1.50 V
- Consumo elettrico: 89 Watt max
- Prima versione: 23 settembre, 2003
- Frequenze di clock: 2000 - 2600 MHz

### Newcastle (130 nm SOI)
(Clawhammer-512, ovvero un Clawhammer con cache L2 dimezzata)
- CPU-Stepping: CG
- L1-Cache: 64 + 64 K (Dati + Istruzioni)
- L2-Cache: 512 K, a piena velocità
- MMX, Extended 3DNow!, SSE, SSE2, AMD64, Cool'n'Quiet, NX-bit
- Socket 754, 800 MHz HyperTransport (HT800)
- Socket 939, 1000 MHz HyperTransport (HT1000)
- VCore: 1.50 V
- Consumo elettrico: 89 Watt max
- Prima versione: 2004
- Frequenze di clock: 1800 - 2400 MHz

### Winchester (90 nm SOI)
- CPU-Stepping: D0
- L1-Cache: 64 + 64 K (Dati + Istruzioni)
- L2-Cache: 512 K, a piena velocità
- MMX, Extended 3DNow!, SSE, SSE2, AMD64, Cool'n'Quiet, NX-bit
- Socket 939, 1000 MHz HyperTransport (HT1000)
- VCore: 1.40 V
- Consumo elettrico: 67 Watt max
- Prima versione: 2004
- Frequenze di clock: 1800 - 2200 MHz

### Venice (90 nm SOI)
- CPU-Stepping: E3, E6
- L1-Cache: 64 + 64 K (Dati + Istruzioni)
- L2-Cache: 512 K, a piena velocità
- MMX, Extended 3DNow!, SSE, SSE2, SSE3, AMD64, Cool'n'Quiet, NX-bit
- Socket 754, 800 MHz HyperTransport (HT800)
- Socket 939, 1000 MHz HyperTransport (HT1000)
- VCore: Da 1.35 V a 1.40 V
- Consumo elettrico: 67 Watt max
- Prima versione: 4 aprile, 2005
- Frequenze di clock: 1800 - 2400 MHz

### San Diego (90 nm SOI)
- CPU-Stepping: E4, E6
- L1-Cache: 64 + 64 K (Dati + Istruzioni)
- L2-Cache: 1024 K, a piena velocità
- MMX, Extended 3DNow!, SSE, SSE2, SSE3, AMD64, Cool'n'Quiet, NX-bit
- Socket 939, 1000 MHz HyperTransport (HT1000)
- VCore: Da 1.35 V a 1.40 V
- Consumo elettrico: 89 Watt max
- Prima versione: 15 aprile, 2005
- Frequenze di clock: 2200 - 2600 MHz

### Orleans (90 nm SOI)
- CPU-Stepping: F2, F3
- L1-Cache: 64 + 64 K (Dati + Istruzioni)
- L2-Cache: 512 K, a piena velocità
- MMX, Extended 3DNow!, SSE, SSE2, SSE3, AMD64, Cool'n'Quiet, NX-bit, AMD Virtualization
- Socket AM2, 1000 MHz HyperTransport (HT1000)
- VCore: Da 1.35 V a 1.40 V
- Consumo elettrico: 62 Watt max
- Prima versione: 23 maggio, 2006
- Frequenze di clock: 1800 - 2600 MHz

### Lima (65 nm SOI)
- CPU-Stepping: G1
- L1-Cache: 64 + 64 K (Dati + Istruzioni)
- L2-Cache: 512 K, a piena velocità
- MMX, Extended 3DNow!, SSE, SSE2, SSE3, AMD64, Cool'n'Quiet, NX-Bit, AMD Virtualization
- Socket AM2, 1000 MHz HyperTransport (HT1000)
- VCore: 1.25/1.35/1.40V
- Consumo elettrico: 45 Watt max
- Prima versione: 20 febbraio, 2007
- Frequenze di clock: 2000 - 2400 MHz

### Tabella riassuntiva core presentati
| Core       | Processo costruttivo | Stepping | Estensioni                                                                     | Socket | HyperTransport | Enhanced Virus Protection | VCore            |
| ---------- | -------------------- | -------- | ------------------------------------------------------------------------------ | ------ | -------------- | ------------------------- | ---------------- |
| Clawhammer | 130 nm SOI           | C0, CG   | MMX, Extended 3Dnow!, SSE, SSE2, AMD64, Cool'n'Quiet                           | 754    | 800 MHz        | NX-bit                    | 1.50 V           |
| Clawhammer | 130 nm SOI           | CG       | MMX, Extended 3Dnow!, SSE, SSE2, AMD64, Cool'n'Quiet                           | 939    | 1000 MHz       | NX-bit                    | 1.50 V           |
| Newcastle  | 130 nm SOI           | CG       | MMX, Extended 3Dnow!, SSE, SSE2, AMD64, Cool'n'Quiet                           | 754    | 800 MHz        | NX-bit                    | 1.50 V           |
| Newcastle  | 130 nm SOI           | CG       | MMX, Extended 3Dnow!, SSE, SSE2, AMD64, Cool'n'Quiet                           | 939    | 1000 MHz       | NX-bit                    | 1.50 V           |
| Winchester | 90 nm SOI            | D0       | MMX, Extended 3DNow!, SSE, SSE2, AMD64, Cool'n'Quiet                           | 939    | 1000 MHz       | NX-bit                    | 1.40 V           |
| Venice     | 90 nm SOI            | E3       | MMX, Extended 3Dnow!, SSE, SSE2, SSE3, AMD64, Cool'n'Quiet                     | 754    | 800 MHz        | NX-bit                    | 1.40 V or 1.45 V |
| Venice     | 90 nm SOI            | E3       | MMX, Extended 3DNow!, SSE, SSE2, SSE3, AMD64, Cool'n'Quiet                     | 939    | 1000 MHz       | NX-bit                    | 1.35 V or 1.40 V |
| San Diego  | 90 nm SOI            | E4       | MMX, Extended 3DNow!, SSE, SSE2, SSE3, AMD64, Cool'n'Quiet                     | 939    | 1000 MHz       | NX-bit                    | 1.35 V or 1.40 V |
| Orleans    | 90 nm SOI            | F2, F3   | MMX, Extended 3DNow!, SSE, SSE2, SSE3, AMD64, Cool'n'Quiet, AMD Virtualization | AM2    | 1000 MHz       | NX-bit                    | 1.35 V or 1.40 V |
| Lima       | 65 nm SOI            | G1       | MMX, Extended 3DNow!, SSE, SSE2, SSE3, AMD64, Cool'n'Quiet, AMD Virtualization | AM2    | 1000 MHz       | NX-bit                    | 1.25/1.35/1.40V  |

### Revision: B3
- 130 nm SOI
- 1MB of physical L2-cache
- DDR333-support (NO DDR400)
- 940-pin Opteron ONLY (found on some very old models)

### Revision: C0
- 130 nm SOI
- 1MB of physical L2-cache (half of which may be disabled on some parts - e.g. old 754-pin Athlon 64 3000+ parts)

### Revision: CG
- 130 nm SOI
- slightly improved memory controller
- either 1MB or 512KB of physical L2-cache (determined by model number), as with C0, parts of the physical L2-cache may be disabled on certain parts

### Revision: D0
- 90 nm SOI
- 512KB of physical L2-cache (part of which may be disabled on some parts, e.g. a few 754-pin Semprons)

### Revision: E3
- 90 nm SOI
- 512KB of physical L2-cache
- improved memory-controller
- SSE3-support

### Revision: E4
- 90 nm SOI
- 1MB of physical L2-cache
- improved memory-controller
- SSE3-support

### Revision: E6
- 90 nm SOI
- 2MB of physical L2-cache (1MB per core)
- improved memory-controller
- SSE3-support